# ジェイソン・ブラウン (サッカー選手)
ジェイソン・ロイ・ブラウン（Jason Roy Brown, 1982年5月18日 - ）は、イングランド・サザーク区バーモンジー出身の元ウェールズ代表サッカー選手、現サッカー指導者。現役時代のポジションはGK。

## 経歴
2014-15シーズン限りで現役を引退し、2015年7月6日に古巣であるジリンガムFCのGKコーチに就任した。しかし同月24日にアーセナル・レディースFCのGKコーチに就くことが発表された。

## 所属クラブ
- チャールトン・アスレティックFC 2000-2001
- ジリンガムFC 2001-2006
- ブラックバーン・ローヴァーズFC 2006-2011

→  リーズ・ユナイテッドAFC 2010 (loan)
→  レイトン・オリエントFC 2010 (loan)
→  カーディフ・シティFC 2011 (loan)
- アバディーンFC 2011-2013
- イプスウィッチ・タウンFC 2013
- ケンブリッジ・ユナイテッドFC 2013-2014
- サットン・ユナイテッドFC 2014
- ダートフォードFC 2014-2015
- サットン・ユナイテッドFC 2015

## 代表歴
- U-21 ウェールズ代表
- ウェールズ代表

- 2006年5月27日 - A代表初出場  - トリニダード・トバゴ代表戦